# Гоувеа Кейрос, Кайке
Кайке Гоувеа Кейрос (порт. Kayke Gouvêa Queiroz; род. 19 июня 2006 в Итаперуне, Бразилия) или просто Кайке — бразильский футболист, нападающий клуба «Ботафого».

## Карьера
Кайке является воспитанником академии клуба «Ботафого». Его дебют за эту команду состоялся 11 января 2025 года в матче чемпионата Рио-де-Жанейро с «Марикой». Через 3 дня он забил первый гол в карьере, поразив ворота «Португезы». Всего на турнире форвард отметился 3 забитыми мячами в 9 сыгранных встречах. 2 февраля Кайке принял участие в проигранном матче за Суперкубок Бразилии. 28 февраля нападающий вышел на поле в ответной встрече Рекопы Южной Америки с аргентинским «Расингом», которую «чёрно-белые» тоже проиграли. Летом того же года Кайке был включён в заявку своего клуба на клубный чемпионат мира.